# Euwallacea
Euwallacea är ett släkte av skalbaggar. Euwallacea ingår i familjen vivlar.

## Dottertaxa tillEuwallacea, i alfabetisk ordning[1]
- Euwallacea andamanensis
- Euwallacea aplanatus
- Euwallacea artelaevis
- Euwallacea barbatomorphus
- Euwallacea barbatulus
- Euwallacea barbatus
- Euwallacea benguetensis
- Euwallacea bicolor
- Euwallacea comptus
- Euwallacea destruens
- Euwallacea dilatatiformis
- Euwallacea filiformis
- Euwallacea fornicatus
- Euwallacea fulvus
- Euwallacea galeatus
- Euwallacea goloanus
- Euwallacea granosus
- Euwallacea illustrius
- Euwallacea imitans
- Euwallacea interjectus
- Euwallacea kersianus
- Euwallacea khayae
- Euwallacea kororensis
- Euwallacea laevis
- Euwallacea limatus
- Euwallacea lopehuensis
- Euwallacea loricatus
- Euwallacea luctuosus
- Euwallacea lugubris
- Euwallacea malloti
- Euwallacea metanepotulus
- Euwallacea murudensis
- Euwallacea nigricans
- Euwallacea nigrosetosus
- Euwallacea oparunus
- Euwallacea pandae
- Euwallacea piceus
- Euwallacea procerrimus
- Euwallacea procerrissimus
- Euwallacea quadraticollis
- Euwallacea rufoniger
- Euwallacea russulus
- Euwallacea samoënsis
- Euwallacea sibsagaricus
- Euwallacea solomonicus
- Euwallacea streblicola
- Euwallacea strombiformis
- Euwallacea subcoriaceus
- Euwallacea subemarginatus
- Euwallacea subparallelus
- Euwallacea talumalai
- Euwallacea tonkinensis
- Euwallacea trapezicollis
- Euwallacea tristis
- Euwallacea tumidus
- Euwallacea validus
- Euwallacea wallacei
- Euwallacea velatus
- Euwallacea viruensis
- Euwallacea voarotrae
- Euwallacea xanthopus
- Euwallacea zicsii